# Josef Kajetán Tyl
Josef Kajetán Tyl (4 februarie 1808 – 11 iulie 1856; pronunție în cehă [ˈjɔzɛf ˈkajɛtaːn ˈtɪl]) a fost un important dramaturg, scriitor și actor ceh. El a fost o figură notabilă al mișcării Renașterea Națională Cehă și este cel mai cunoscut ca autor al actualului imn național al Republicii Cehe intitulat Kde domov můj?.

## Viața
Josef Kajetán Tyl a fost primul-născut fiu al lui Jiří Tyl, un croitor și cântăreț la oboi pensionat din fanfara militară, și al soției sale, Barbora, născută Králíková, fiica unui morar. El a fost botezat Franz Josef, dar acest nume a fost schimbat în Josef Kajetán cu ocazia miruirii de la vârsta de unsprezece ani. Numele său de familie a avut mai multe forme scrise – Tylly, Tylli, Tilly sau Tyll – și a fost mai târziu schimbat în Tyl. Josef Kajetán a avut patru frați mai mici: un frate și trei surori, dar, cu excepția surorii Anna, niciunul dintre ei nu a supraviețuit până la vârsta adultă.
După absolvirea școlii elementare, Josef Kajetán a urmat liceul la Praga și Hradec Králové. Printre profesorii săi s-au aflat lingvistul și scriitorul marcant ceh Josef Jungmann și dramaturgul Václav Kliment Klicpera. După ce a absolvit studiile liceale, a început să studieze filozofia la Praga.
Încă din perioada studenției, Tyl a început să fie activ în domeniul teatrului și în cele din urmă a abandonat școala pentru a deveni actor în compania teatrală ambulantă Hilmer. Atunci când compania s-a desființat după o perioadă de doi ani când a călătorit prin țară, s-a întors la Praga și a obținut un post de funcționar într-un birou al unui regiment de infanterie. În timpul său liber, el a scris piese de teatru și a lucrat ca actor la Teatrul de Stat. Datorită talentului său teatral, el a părăsit slujba din armată în anul 1842, obținând un post la Teatrul de Stat, unde a devenit regizor, organizator și dramaturg al trupei cehe a unui teatru preponderent german.
În 1833 Tyl a devenit redactor la noua revistă cehă Květy (Flori), care există și astăzi. El a fost și redactor la revistele Vlastimil și Pražský posel (Mesagerul Pragăi) și la ziarul Sedlské noviny (Ziarul țăranilor), care au fost mai târziu interzise din cauza implicării lor pe plan politic.
Tyl a folosit mai multe pseudonime care erau adesea derivate din numele orașului său natal, Kutná Hora, de exemplu Horský, Horník, Kutnohorský și Vítek.
În anul revoluționar1848 Tyl a devenit activ politic și a fost pentru scurt timp membru al Parlamentului Austriac din Viena. Din cauza faptului că a luptat pentru independența națiunii cehe față de Imperiul Austriac, el a fost considerat de autorități mai târziu ca nesigur din punct de vedere politic și concediat de la Teatrul de Stat. El a vrut să-și înființeze propria companie de teatru ambulant, dar cererea sa a fost respinsă, așa că în 1851 s-a alăturat unei companii deja existente și a plecat într-un turneu, împreună cu familia sa. Totuși, compania de teatru nu avea prea mare succes, iar familia Tyl a ajuns în sărăcie. În 1856, în timp ce se afla la Pilsen, Tyl, ce avea pe atunci 48 de ani, a murit de o boală necunoscută și a fost înmormântat în cimitirul local.
Un teatru din Plzeň a fost numit mai târziu în onoarea sa Divadlo Josefa Kajetána Tyla.

## Opera literară
Tyl a scris mai multe romane și nuvele, dar este celebru pentru cele aproximativ 20 de piese de teatru, care pot fi împărțite în mai multe grupuri.

### Piese ce descriu viața societății cehe din epoca lui Tyl
- Paličova dcera (Fiica lui Arsonist)
- Pražský flamendr (Fustangiul din Praga)
- Bankrotář (Ruinatul)
- Chudý kejklíř (Jonglerul)

### Piese ce prezintă evenimente renumite din istoria cehilor (în special Mișcarea Husită)
- Jan Hus
- Žižka z Trocnova (Žižka la Trocnov)
- Krvavý soud aneb kutnohorští havíři (Judecata sângeroasă: Minerii din Kutná Hora)
- Krvavé křtiny, aneb Drahomíra o její synové (Botezul sângeros sau Drahomíra și fiii ei)

### Piese cu personaje de basm (zâne, vrăjitoare)
- Strakonický dudák (Svanda cimpoierul) – una dintre piesele sale cele mai cunoscute
- Lesní panna aneb cesta face Ameriky (Pădurea virgină sau O Călătorie în America)
- Tvrdohlavá žena (Femeia încăpățânată)
- Jiříkovo vidění (Vedenia lui Jiřík)
- Čert na zemi (Diavolul pe pământ)

### Alte piese
- Paní Marjánka, matka pluku (Doamna Marjánka, mama regimentului)
- Fidlovačka – un cântec din această piesă, numit Kde domov můj, a devenit imnul național al Cehoslovaciei în 1918
- Slepý mládenec (Tânărul orb)

## Familia
Soția lui Tyl a fost actrița cehă Magdalena Forchheimová (1803-1870), care a jucat pe scenă sub pseudonimul Skalná. Tyl a întâlnit-o în 1829 în timpul primului său turneu cu o companie ambulantă de teatru, în care amândoi au jucat. S-au căsătorit pe 28 ianuarie 1839, dar mariajul lor a rămas fără copii, ca după o naștere încă Magdalena nu mai poate avea copii.

### Copiii lui Josef Kajetán Tyl
- Josef Otakar Forchheim (1843-1907), doctor în filosofie și profesor de gimnaziu la Plzeň, înmormântat în Cimitirul Cimitirul Vyšehrad din Praga
- Jan Stanislav Forchheim (1845-1890), strungar și muzicant în fanfara militară
- Marie Eleonora Tylová (1848-1868), actriță, înmormântată în satul Morkovice u Kroměříže
- Eliška Tylová (1850-1909), guvernantă și actriță, înmormântată în cimitirul Slavín din Praga, alături de mama ei
- Vojtěch Josef Forchheim (1851-1862), înecat de copil în râul Vltava
- František K. Forchheim (1853-1902), actor la Teatrul Național, a folosit unul dintre pseudonimele tatălui său, Horník, ca propriul său pseudonim
- băiat născut mort (1855-1855)
- Josef Kajetán Forchheim (1856 – ?), a învățat meseria de brutar, a dispărut mai târziu, soartă necunoscută